# Nepalese volkstelling van 1991
De Nepalese volkstelling (of census) van 1991 was een nationale volkstelling ingesteld door het Nepalese Centrale Bureau voor Statistiek.
In een samenwerking op districtsniveau met de dorpscommissies namen ze alle data op in zowel de belangrijke steden en dorpen van elk Nepalees district. De data bevatten statistieken over de bevolkingsomvang, aantal huishoudens, gender, leeftijdsopbouw en -verwachting, geboorteplaats, alfabetiseringsgraad, burgerlijke staat, religie, moedertaal, kaste/etniciteit, economische participatie, onderwijs, nataliteit, werkgelegenheidscijfers en beroepsindeling.